# Ngọn hải đăng Ustka
Ngọn hải đăng Ustka (tiếng Ba Lan: Latarnia Morska Ustka) là một ngọn hải đăng nằm ở Ustka (trước đây là Postomino), trên bờ biển Ba Lan của biển Baltic.
Ngọn hải đăng nằm ở giữa ngọn hải đăng Jarosławiec và ngọn hải đăng Czołpino.

## Lịch sử
Ngọn hải đăng nằm dưới chân đê chắn sóng phía đông bến cảng của Ustka - bảo vệ lối vào của cảng. Ustka là một thị trấn ven biển rất quan trọng đối với Słupsk gần đó - để vận chuyển hàng hóa và du lịch Baltic. Năm 1871, cột buồm được xây dựng gần trạm đô đốc của bến cảng; được cung cấp bởi một đèn dầu trên cột buồm. Nó chiếu sáng bằng đèn có màu đỏ và có thể nhìn thấy ở khoảng cách 6 hải lý. Sau đó, ánh sáng được nâng lên độ cao 11,6 mét - khi ngay sau đó, kể từ khi xây dựng một trạm đô đốc bến cảng gạch đỏ mới, một ngọn hải đăng hình bát giác được xây dựng ở phía tây của tòa nhà. Chỉ đến năm 1904, đặc điểm kỹ thuật của ánh sáng được đổi thành màu trắng và sáng không liên tục. Hiện tại ngọn hải đăng mở cửa cho công chúng  và điểm quan sát ở đỉnh ngọn hải đăng có thể đến được bằng cầu thang bê tông và kim loại.

## Dữ liệu kỹ thuật
- Đặc tính ánh sáng 
  - Sáng: 4 s.
  - Tối: 2 s.
  - Chu kỳ: 6 s.

## liên kết ngoài
- Urząd Morski w Słupsku Lưu trữ ngày 17 tháng 12 năm 2019 tại Wayback Machine (tiếng Ba Lan)
- Latarnia morska (Ustka) na portalu polska-org.pl